# Wittling
Der Wittling (Merlangius merlangus), auch Merlan, Weißling oder Gadden genannt, ist eine Fischart aus der Familie der Dorsche (Gadidae). Er kommt im Nordost-Atlantik von der Barentssee und den Gewässern vor Island bis Portugal, in der Nordsee, dem Kattegat und der westlichen Ostsee  sowie im nördlichen Mittelmeer und im Schwarzen Meer vor.

## Merkmale
Wittlinge weisen einen langgestreckten, seitlich leicht abgeflachten Körper auf. Sie erreichen eine Länge von meist 30 bis 40 und maximal 70 Zentimetern und ein Gewicht bis zu drei Kilogramm, wobei die Rogner (Weibchen) allgemein größer werden. Die Grundfärbung ist sehr variabel und reicht von gelblichbraun und olivbraun über grünlich bis dunkelblau. Die Flanken sind gelblichgrau, der Bauch silbrig-weiß. Häufig liegt über der Basis der Brustflossen ein dunkler Fleck. Der relativ kleine Kopf weist einen deutlich vorstehenden Oberkiefer und eine kleine, wurmartige Bartel am Kinn auf, die sich bei ausgewachsenen Tieren bis zum völligen Verschwinden zurückbildet. Die Schuppen sind klein und weisen über der Seitenlinie am Kopf Poren auf.
Der Rücken weist drei Rückenflossen mit 14 bis 17, 16 bis 19 und 18 bis 22 Weichstrahlen auf. Die Brustflossen mit 19 oder 20 Strahlen sitzen hinter den sechsstrahligen Bauchflossen, die direkt unter dem Kiemendeckel sitzen. Von den zwei Afterflossen ist die erste mit 28 bis 32 Strahlen deutlich größer als die zweite mit 19 bis 22 Strahlen. Wittlinge schwimmen subcarangiform.
Die Lebenserwartung liegt bei durchschnittlich 10, maximal 20 Jahren.

## Lebensweise
Wittlinge halten sich bevorzugt im freien Wasser über schlammigem Grund in Wassertiefen von 30 bis 100 Metern auf. Als Nahrung dienen verschiedene Krebstiere, Weichtiere, Fische und Würmer. In der Nordsee ist der Wittling vor allem 2024 wieder deutlich weiter verbreitet, was jedoch laut den Nordsee-Krabbenfischern dazu geführt hat, dass der Krabbenertrag 2024 um bis zu 90 % gesunken ist. Die Fortpflanzung findet, je nach Population, im Frühjahr oder ganzjährig statt. Der Laich wird in Gruppen ins offene Wasser abgegeben. Larven und Jungtiere halten sich in Küstennähe in der Nähe von Quallen auf und wandern erst mit etwa einem Jahr ins offene Meer.

## Nutzung
Der Wittling ist ein bedeutender Speisefisch, der vorwiegend mit Schleppnetzen gefangen und frisch, getrocknet, gepökelt oder tiefgefroren verkauft wird. Sein Geschmack ist ähnlich wie der des Dorsches, allerdings ist sein Fleisch etwas fester und aufgrund der im Vergleich zum Dorsch geringeren Größe ist der Filet-Ertrag pro Fisch geringer.